# Timber Sycamore
Guerre civile syrienne
Timber Sycamore (litt. « Bois d'œuvre Sycomore ») est un programme clandestin géré par la Central Intelligence Agency et soutenu par divers services de renseignement arabes, notamment celui de l’Arabie saoudite. Lancé en 2012 ou 2013,   il fournit de l'argent, des armes et une formation aux forces rebelles qui combattent dans la guerre civile syrienne. Selon plusieurs responsables américains, le programme a servi à former des milliers de rebelles,.
L'existence du programme a été révélée quand le site web du U.S. Federal Business Opportunities a sollicité publiquement des contrats pour expédier des tonnes d'armes en provenance d'Europe de l'Est à Aqaba, en Jordanie. Une conséquence involontaire du programme a été d'inonder le marché noir moyen-oriental en armes, dont des fusils d'assaut, des mortiers et des grenades propulsées par fusée.

## Création

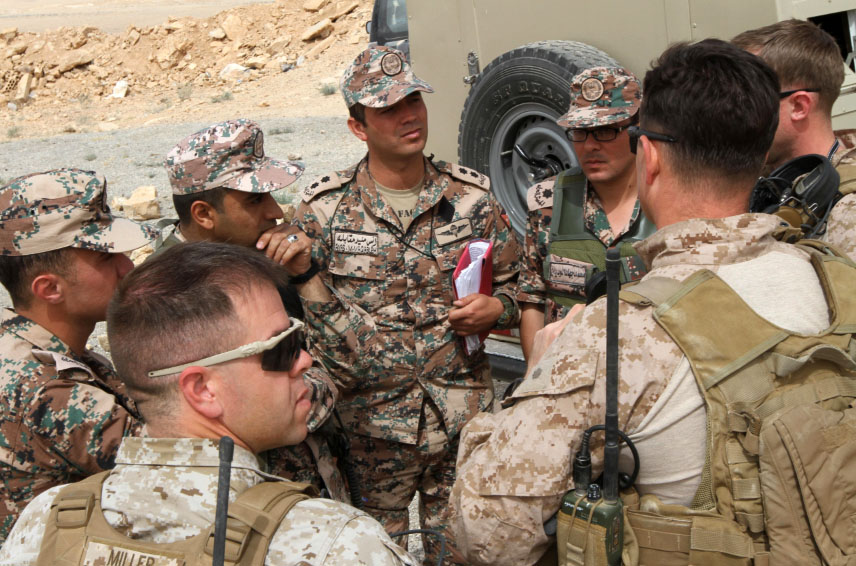
Marines américains et les forces armées jordaniennes collaborent à Amman, en Jordanie

Timber Sycamore a commencé à la fin de 2012 ou au début de 2013, et est similaire à d'autres programmes d'acheminement d'armes et d'entraînement gérés par le Pentagone ou la CIA qui ont été établis durant les décennies précédentes pour soutenir les forces rebelles étrangères. Les principaux bailleurs de fonds du programme sont les États-Unis et l'Arabie Saoudite, mais il est également pris en charge par d'autres gouvernements arabes régionaux et par le Royaume-Uni,. L'Arabie Saoudite fournit le plus d'argent et d'armes au programme, tandis que les États-Unis sont les principaux fournisseurs de formations et d'équipement militaire. Le programme est basé en Jordanie, en raison de la proximité de ce pays avec les champs de bataille en Syrie.
Selon The New York Times, le programme autorisait initialement les forces américaines à former les rebelles syriens dans l'utilisation des équipements militaires, mais pas à fournir directement l'équipement lui-même. Quelques mois après sa création, il a été modifié pour permettre à la CIA à la fois de former et d'équiper les forces rebelles. Salon.com rapporte que l'Arabie Saoudite a fourni des milliards de dollars en matériel militaire, et les forces rebelles ont également été financées de manière occulte par le Qatar, la Turquie et la Jordanie.
L'Arabie Saoudite, le Qatar, la Turquie et la CIA ont fourni en contrebande des milliers d'armes et des millions de cartouches de munitions aux rebelles syriens en 2012, avant le lancement du programme. Un télégramme classé du département d'État américain, signé par la secrétaire d'État Hillary Clinton, rapporte que les donateurs saoudiens ont été un soutien majeur pour les forces militantes sunnites à l'échelle mondiale, et certains responsables américains craignent que les rebelles soutenus aient des liens avec Al Qaïda.
L'existence de Timber Sycamore a été révélée par The New York Times et Al Jazeera peu après que le magazine Jane's Defence Weekly a signalé, fin 2015, que la US Federal site Business Opportunities sollicitait des contrats pour expédier des milliers de tonnes d'armes en provenance d'Europe de l'Est à Aqaba en Jordanie.

## Portée

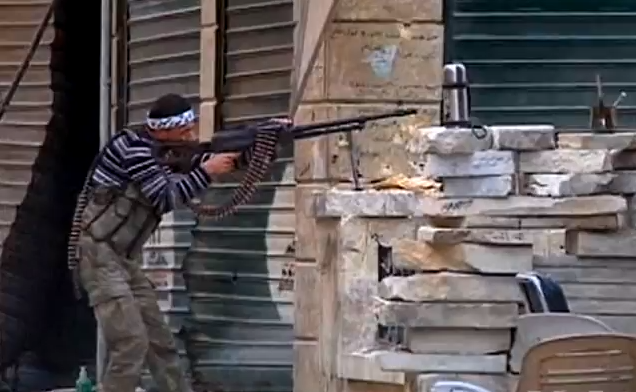
Forces rebelles syriens à Alep (novembre 2012)

Timber Sycamore est géré par le commandement des opérations militaires (military operations command: MOC) à Amman et fournit des fusils d'assaut Kalachnikov, des mortiers, des lance-roquettes, des missiles anti-char guidées, des lunettes de vision nocturne, des camionnettes et d'autres armes aux forces rebelles syriennes potentielles. La plupart des armes sont achetées dans les Balkans ou d'autres endroits en Europe de l'Est, puis acheminées vers les forces rebelles syriennes et les camps de formation des services de sécurité jordaniens. Des agents paramilitaires de la CIA  forment ensuite les rebelles syriens à l'utilisation de l'armement ,,. Selon The Daily Beast il y a environ 50 groupes rebelles sélectionnés en Syrie qui ont reçu des armes ou des formations à travers le programme depuis la fin 2012, mais le nombre exact est inconnu.
Selon des responsables américains, le programme a été très efficace, permettant à de milliers de combattants formés et équipés avec le soutien des États-Unis des gains substantiels sur le champ de bataille,. Les responsables américains affirment que le programme a commencé à perdre de son efficacité après que la Russie est intervenue militairement dans la guerre civile.
Timber Sycamore est distinct d'un autre programme du Pentagone, abandonné depuis, créé pour former les forces rebelles syriennes pour lutter contre ISIS,,.
Le programme reste classé, et de nombreux détails sur le programme restent inconnus, y compris le montant total du soutien, l'éventail des armes transférées, la qualité de la formation dispensée, les types de formateurs américains impliqués, et les groupes rebelles exacts supportés. Cependant, The Canberra Times a rapporté que deux mille tonnes d'armes de l'ère soviétique ont été livrées aux rebelles récemment, en avril 2016.

## Marché noir

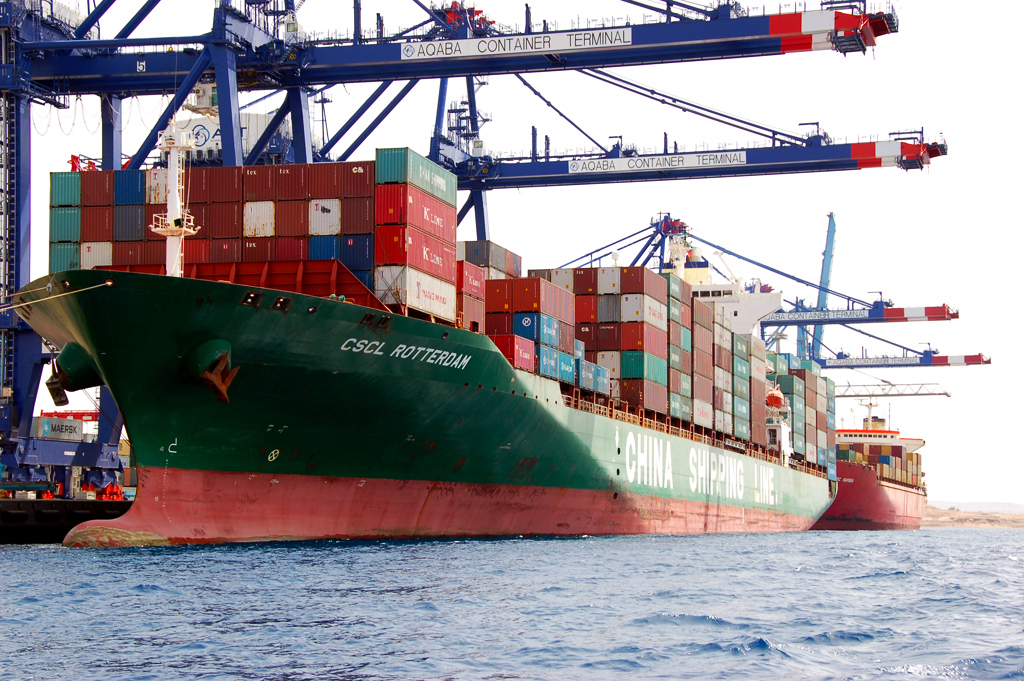
Le port d'Aqaba, en Jordanie est une voie d'entrée importante en Syrie pour les armes de Timber Sycamore

### Revente d'armes volées au service de renseignement jordanien
Selon les responsables américains et jordaniens, des armes expédiées en Jordanie par la CIA et l'Arabie Saoudite ont été régulièrement volées par des agents du service de renseignements jordanien et revendues sur le marché noir,. L'ampleur du vol s'élève à des millions de dollars, et les responsables du FBI indiquent que certaines des armes volées ont ensuite été utilisées pour tuer deux entrepreneurs américains, deux Jordaniens et un Sud-africain à une station de formation de la police en Jordanie,. Les armes reçues via le programme Timber Sycamore ont inondé les marchés noirs du Moyen-Orient d'armes lourdes,,.
Les responsables jordaniens affirment que les agents de renseignement jordaniens qui ont volé les armes du programme ont utilisé les profits pour acheter des articles de luxe, et que des officiers supérieurs étaient au courant. Les vols ont été interrompus après des mois de plaintes par les gouvernements américains et saoudiens, principaux bailleurs de fonds du programme. Selon les responsables jordaniens, plusieurs agents du renseignement ont été licenciés, mais leurs bénéfices n'ont pas été confisqués (en Jordanie, seule la monarchie a plus de pouvoir et de prestige que la Direction générale du renseignement). Le ministre de la Jordanie pour les affaires de l'État et des médias Mohammad Al-Moumni a déclaré que les allégations étaient incorrectes.

### Trafic régional et État islamique
Avant la guerre civile syrienne, le sud de la Syrie et le nord de la Jordanie étaient un conduit pour d'autres opérations de contrebande. L'avènement de la guerre a transformé la région en un centre pour la contrebande d'armes, et le soutien plus formel fourni par Timber Sycamore a seulement intensifié l'ampleur des opérations de contrebande à la frontière. Les centres de contrebande principaux incluent des bazars établi à Ma'an dans le sud de la Jordanie, Sabah près d'Amman, et dans la vallée du Jourdain.
Une enquête menée par les journalistes Phil Sands et Suha Maayeh a révélé que les rebelles recevant des armes de l'Amman MOC en ont vendu une partie à des marchands d'armes locaux, souvent pour lever des fonds pour payer des combattants supplémentaires. Certaines armes fournies par le MOC ont été vendues à des commerçants bédouins appelés localement "Les Oiseaux" à Lejat, une plaine volcanique au nord-est de Daraa en Syrie. Selon les forces rebelles, les Bédouins auraient alors vendu les armes à l'État islamique, qui passait des commandes en utilisant le service de messagerie cryptée WhatsApp. Deux commandants rebelles, et une organisation de contrôle des armes au Royaume-Uni, soutiennent que les armes fournies par le MOC ont fait leur chemin jusqu'au forces de l'État islamique.

## Commentaire

### Presse
Selon Rachel Marsden qui écrit pour The Baltimore Sun, la CIA et l'Arabie ont créé Timber Sycamore pour permettre aux forces militaires indépendantes de chasser le président syrien Bachar al-Assad, d'installer un dirigeant syrien favorable aux intérêts des USA, de l'Arabie et du Qatar, et d'affaiblir l'influence de la Russie au Moyen-Orient.
Le reporter Paul Malone a écrit que les armes livrées par Timber Sycamore pourraient être acquises par al-Qaïda en Syrie, en comparant le programme à l'appui de la CIA pour les moudjahidines afghans, ou aux armes américaines saisies par ISIS en 2014 à Mossoul, en Irak.
L'International Business Times of Italy a écrit que les responsables du renseignement jordaniens corrompus ont facilité le trafic d'armes qui a soutenu l'insurrection irakienne après l'invasion américaine de l'Irak en 2003. Pour cette raison, selon le journal, l'administration Obama était réticente à approuver Timber Sycamore et a débattu un an avant de le faire.
Il Giornale a rapporté que, malgré le secret du programme, le vice-président des États-Unis Joe Biden a été photographié au centre de Zarqa en mars 2015.

### Les politiciens
Le sénateur américain Ron Wyden a remis en question le programme, publiant dans un communiqué que "les États-Unis essayent de renforcer les capacités sur le champ de bataille de l'opposition anti-Assad, mais n'a pas fourni au public des détails sur la façon dont cela se fait, quelles agences américaines sont impliquées ou avec quels partenaires étrangers ces agences travaillent."

### Analystes
Ancien analyste de la CIA et de Brookings Institute, Bruce Riedel a déclaré que le soutien saoudien au programme a donné plus de poids à l'Arabie Saoudite sur la politique américaine dans la guerre civile syrienne.
Zero Hedge a comparé le régime de la contrebande à l'Opération Fast and Furious, parce que les armes américaines volées ont ensuite été utilisées pour tuer des entrepreneurs américains.